# Station Harrow & Wealdstone
Harrow & Wealdstone is een spoorweg- en metrostation in het noordwesten van Londen. Het ligt in Wealdstone, in de London Borough of Harrow en wordt beheerd door London Underground.

## Geschiedenis
Het station werd op 20 juli 1837 geopend door de London and Birmingham Railway (L&BR) onder de naam Harrow. In 1837 lag het station tussen de velden in het landelijke Middlesex en de dichtstbijzijnde grote nederzetting was Harrow on the Hill, ongeveer 2,4 km naar het zuiden. Wealdstone was een verzameling huizen ongeveer 1,6 kilometer ten noorden van het station bij de latere Wealdstone High Street.
Op 18 december 1890 werd een korte zijlijn, bekend als de Stanmoretak, geopend door de London & North Western Railway (LNWR), de opvolger van de L & BR. Deze was 3,41 km lang en liep vanaf de hoofdlijn naar Stanmore, later Stanmore Village, in het noordoosten. In 1932 werd een tussenstop gebouwd bij Belmont om de nieuwe woonwijken aldaar te bedienen. De trein werd liefkozend de "Belmont Rattler" genoemd.
Tegen het einde van de 19e eeuw was Wealdstone flink gegroeid en het station kreeg op 1 mei 1897 zijn huidige naam om de locatie nauwkeuriger weer te geven.
Het stationsgebouw uit 1837 staat aan de zuidwestkant, de kant van Harrow, van het station en vormt samen met de perrons in Victoriaanse stijl het oudste deel van het station. Deze sporen en perrons handelden de sneltreinen af tot ze in 1912 werden overgenomen door de Watford DC Line.

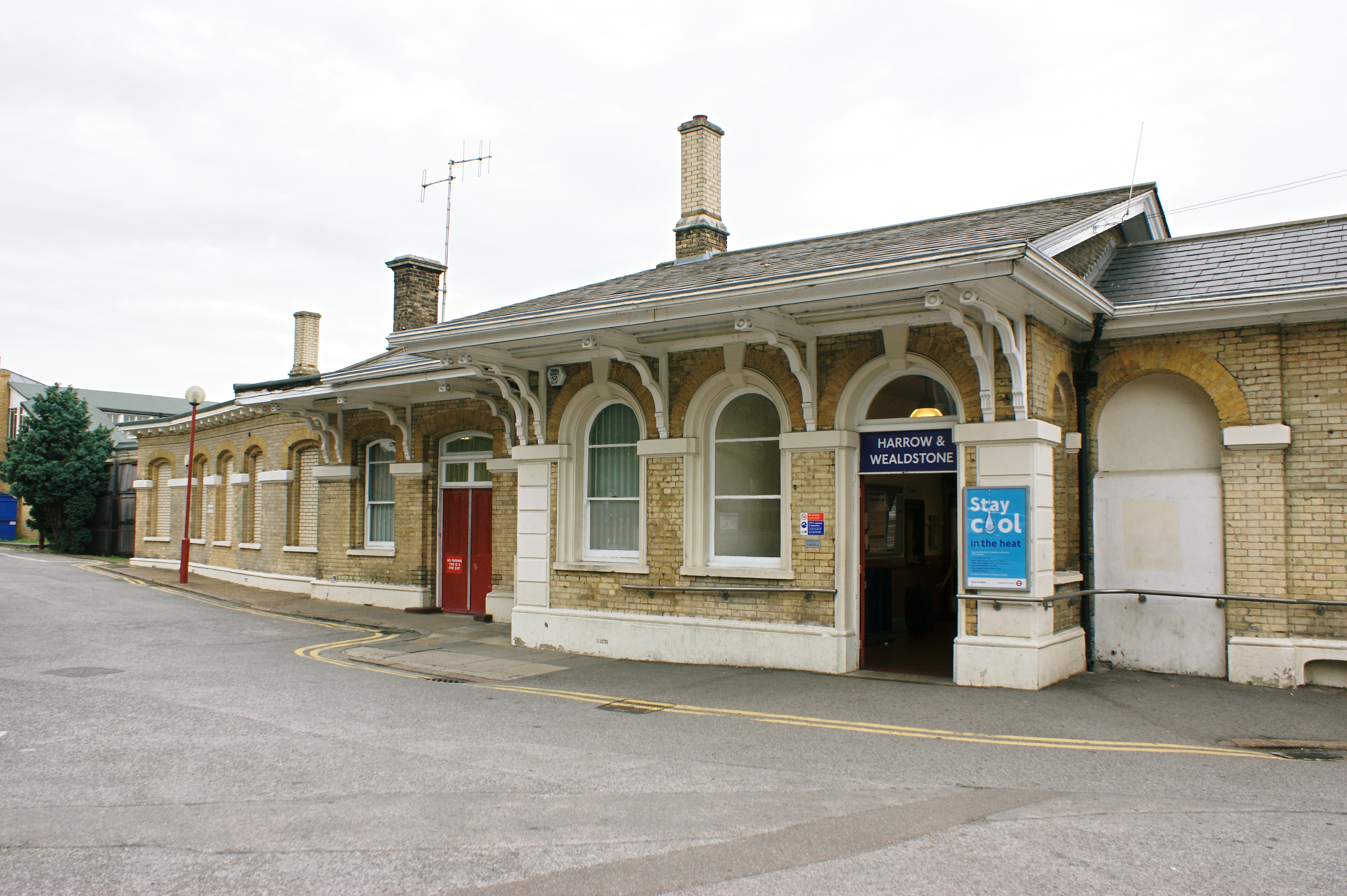
Het stationsgebouw uit 1837.
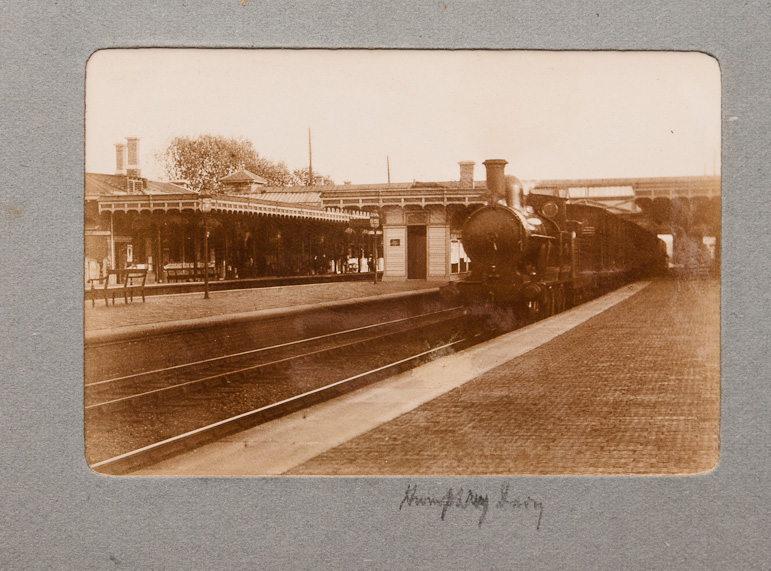
Het station rond 1900.
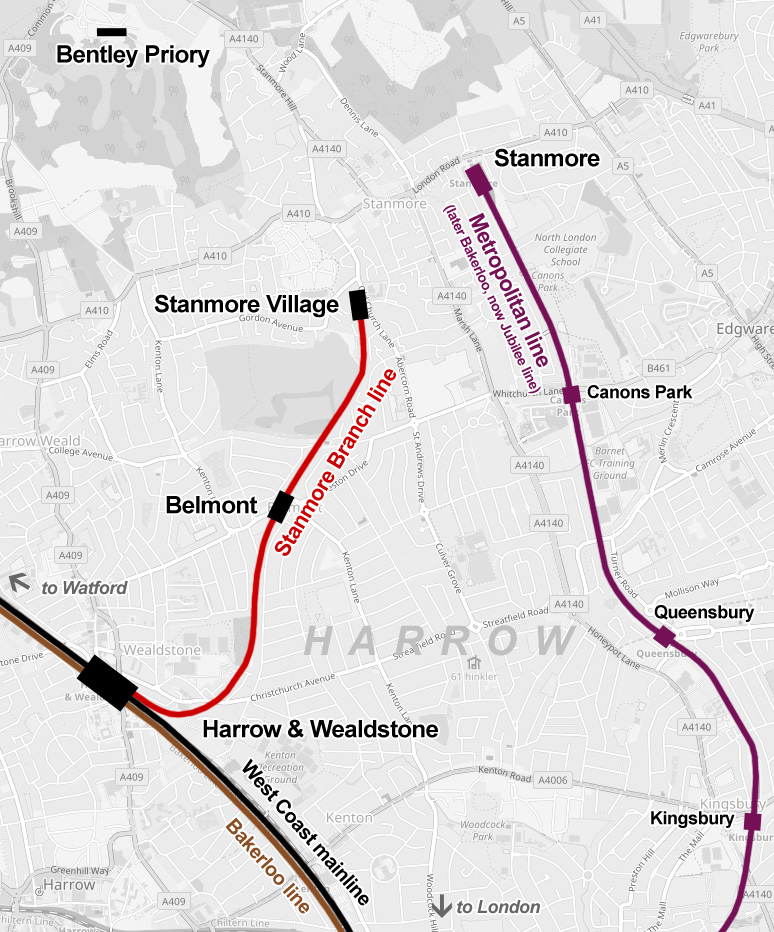
De lijn naar Stanmore op de kaart.

De komst van de elektrische voorstadslijn was aanleiding voor een ingrijpende verbouwing van het station. Zo werden de sporen 3 en 4 die voor stoptreinen werden gebruikt samen met de nieuwe sporen 5 en 6 in gebruik genomen voor de treindienst op de West Coast Mainline. Onderdeel van de verbouwing was ook een nieuw stationsgebouw aan de Wealdstone-zijde van het station in 1912. Dit nieuwe gebouw werd via een loopbrug verbonden met de perrons en het oorspronkelijke stationsgebouw aan de andere kant van het spoor. Deze brug was over de volle lengte voorzien van een scheidingswand, waarbij de reizigers de stadszijde gebruikten terwijl spoorweg- en postpersoneel aan de andere kant goederen en post via liften naar de perrons brachten. Deze liften werden in de vroege jaren 1970 verwijderd, waardoor er twee pakketliften overbleven voor het resterende postverkeer via de DC-Line sporen.
Op 16 april 1917 werden de metrodiensten op de Bakerloo Line doorgetrokken van Willesden Junction naar Watford Junction door gebruik te maken van de nieuw geëlektrificeerde lokale sporen (de "New Lines"), en sindsdien ook Harrow & Wealdstone aandoen. Op 15 september 1952 werd de reizigersdienst op de Stanmoretak gestaakt en het goederenvervoer op de Stanmoretak (met name de opslag van bananen) van geringe omvang werd in 1964 beëindigd. Aan het begin van de jaren 60 van de 20e eeuw werd, in het kader van de elektrificatie van de West Coast Main Line, de brug van de A 409 over het spoor herbouwd. Het brugdek kwam hoger boven het spoor om plaats te maken voor de bovenleiding en de opritten werden minder steil gemaakt ten behoeve van het wegverkeer.
Op 5 oktober 1964 werden alle diensten op de zijlijn naar Belmont beëindigd als onderdeel van de Beeching Axe, een doelmatigheidsoperatie om de kosten van het spoorwegnet terug te dringen. De sporen ten noorden van station Harrow en Wealdstone werden opgebroken, maar het in onbruik geraakte kopspoor aan de oostkant van het station bleef nog een paar jaar op zijn plaats als opstelspoor totdat het ook werd verwijderd.
Op 24 september 1982 werden de metrodiensten op de Bakerloo Line bij Harrow & Wealdstone gestaakt toen Stonebridge Park het noordelijke eindpunt werd van de lijn. De sluiting was echter van korte duur en de Bakerloo-lijn naar Harrow & Wealdstone werd op 4 juni 1984 hersteld, sindsdien is het station het noordelijke eindpunt van de Bakerloo Line.
In de jaren 90 van de 20e eeuw werd een grote herinrichting van de wegen rond het station doorgevoerd om High Street te omzeilen. Wealdstone bouwde een nieuwe weg, de Ellen Webb Drive, over het voormalige goederen emplacement en een deel van het voorplein van de oostelijke ingang (1917) van het station.

## Ongevallen en incidenten
- Op 7 augustus 1838 raakte Thomas Port dodelijk gewond toen hij uit een trein viel en werd overreden ongeveer 2 km ten zuiden van het station.
- In 1870 kwam reed een posttrein achterop een goederentrein. Acht mensen werden gedood, waaronder de cricketspeler James Rowley.
- Op 8 oktober 1952 vond op het station het ergste treinongeluk van Groot-Brittannië in vredestijd plaats waarbij 112 mensen omkwamen en 340 gewonden vielen. De nachttrein uit Perth reed met 100 km/u achterop een stoptrein die stilstond op spoor 4. De wrakstukken kwamen onder andere op spoor 3 terecht waar korte tijd later de trein van Londen naar Liverpool zou passeren. Deze botste in volle vaart op de wrakstukken waardoor de trein werd opgetild en tegen de loopbrug botste die boven de sporen 3 en 4 geheel werd verwoest net als het noordelijke uiteinde van het eilandperron tussen de sporen 2 en 3. Ter gelegenheid van de 50-jarige herdenking in 2002 werd een gedenkplaat boven de hoofdingang aan de oostkant van het station geplaatst .

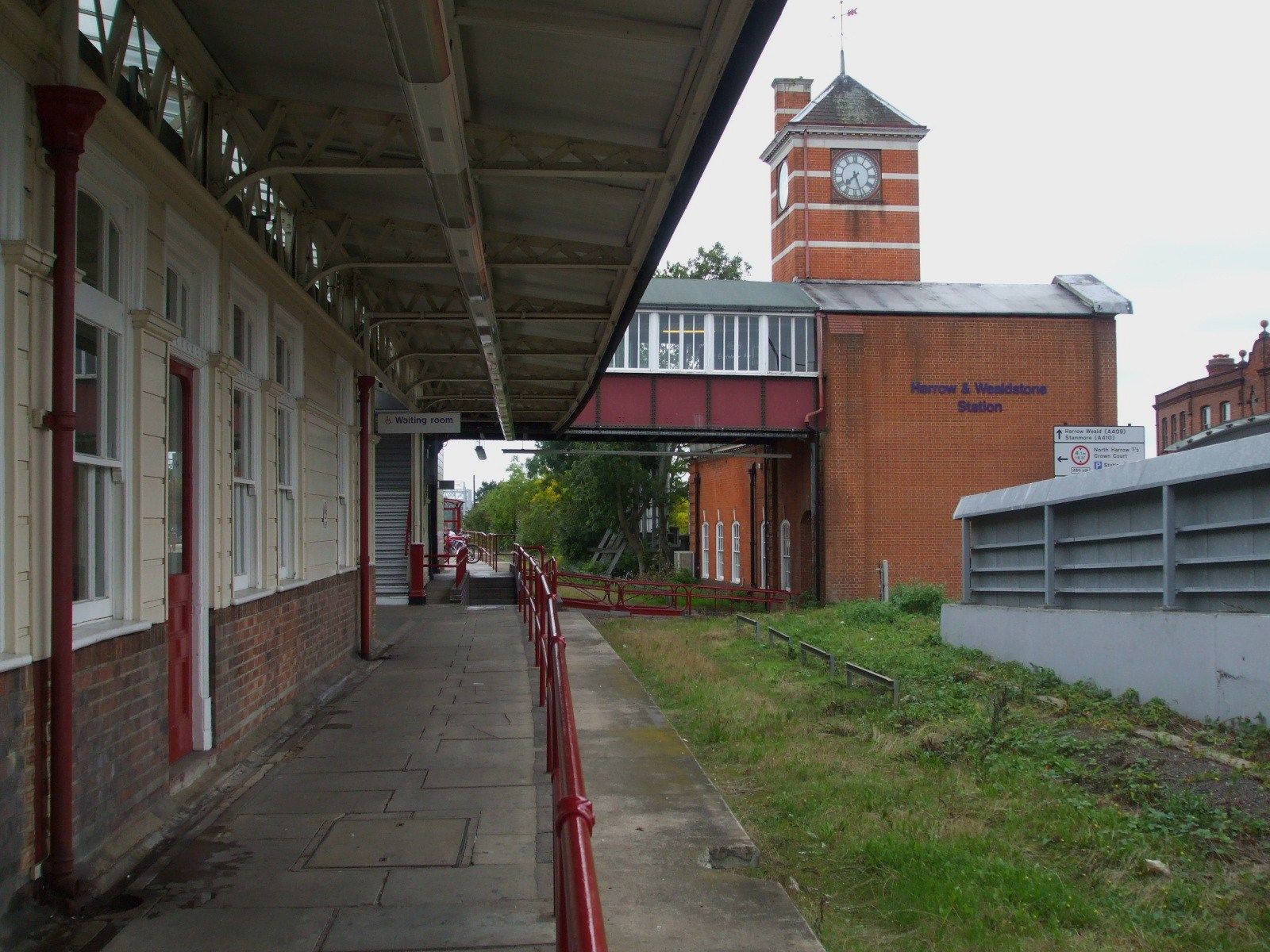
Het stationsgebouw met klokkentoren uit 1912 achter het opgebroken spoor van de Stanmoretak.
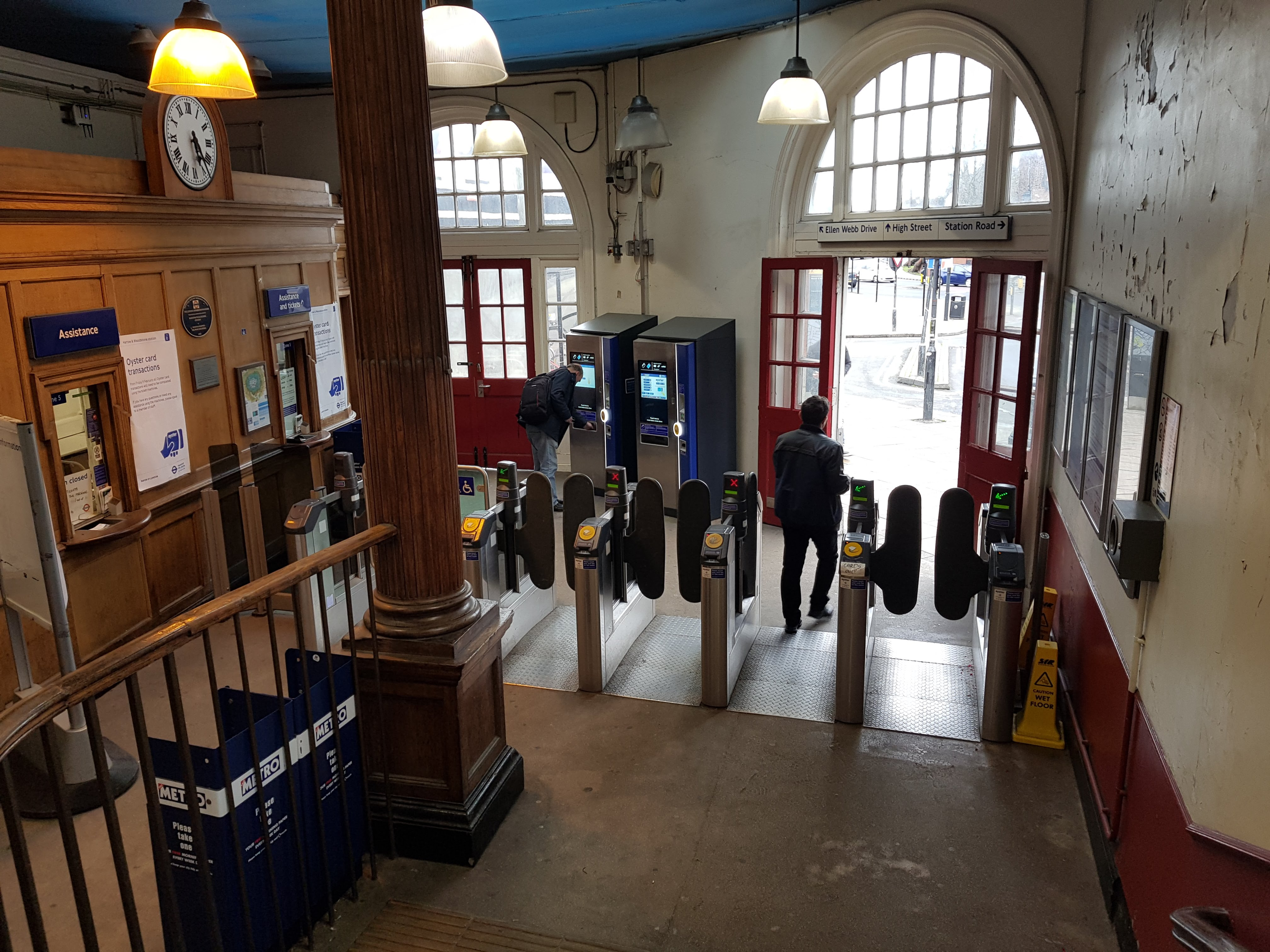
Interieur van de stationshal uit 1912.
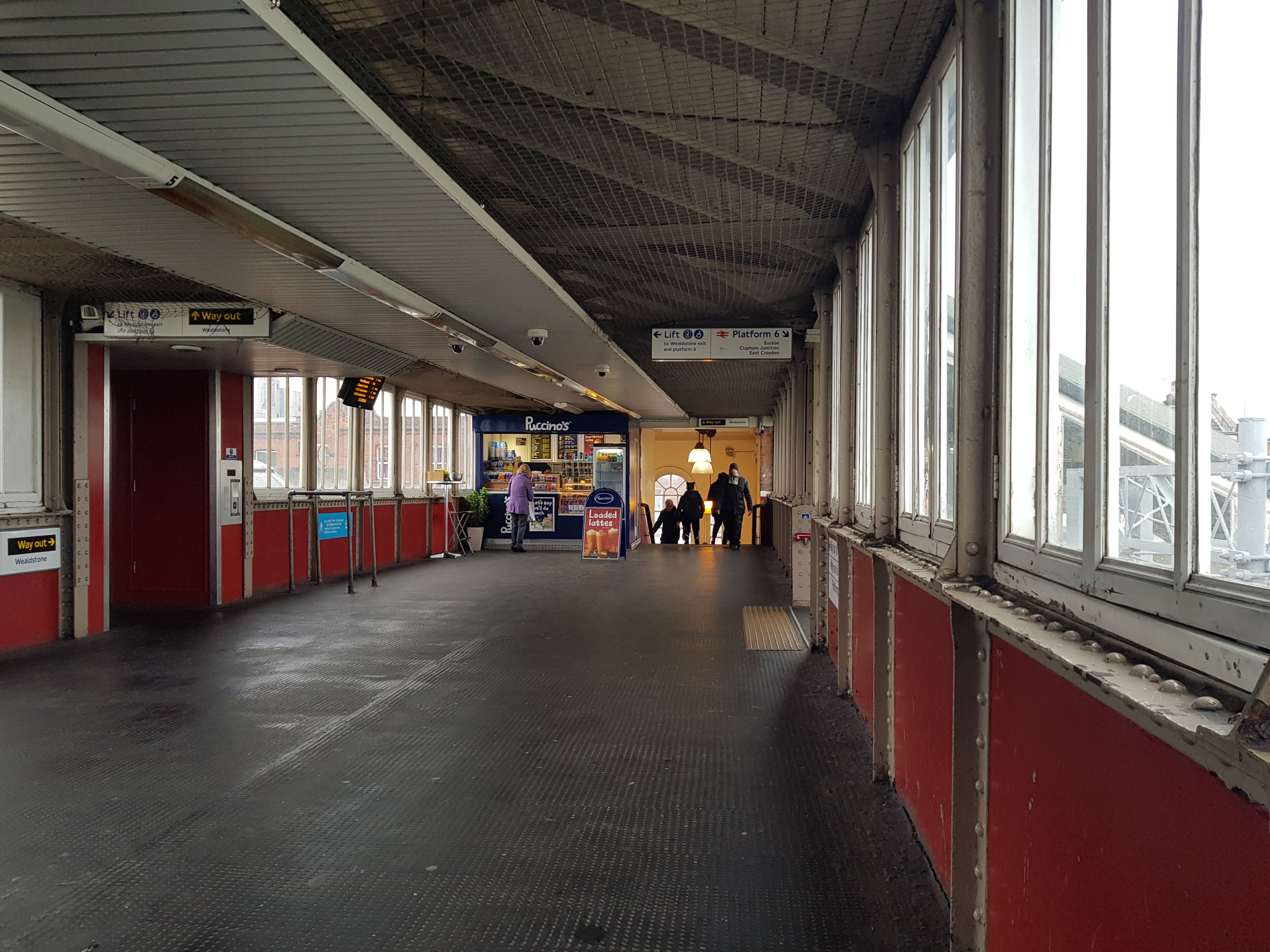
De loopbrug met de stadszijde rechts na het verwijderen van de scheidingswand.

## Ligging en inrichting
Het station ligt aan de zuidkant van Wealdstone High Street op korte afstand van het Harrow Civic Center en op minder dan 1,6 km van het stadscentrum van Harrow. Het station bedient deze gebieden alsmede Belmont en Harrow Weald, die beide geen eigen stations hebben, en delen van Headstone en Kenton. In de jaren 80 van de 20e eeuw werd de lijn voorzien van het standaard BR-seinstelsel. In samenhang hiermee werden de twee keersporen, doorgaans gebruikt voor het keren van metrostellen en soms DC-lijntreinen, tussen de sporen van de DC-lijn aan de noordkant van het station vervangen door een enkel kopspoor. Hierdoor kon de bocht aan het noordelijke uiteinde van spoor 2 worden verruimd door de ruimte die vrijkwam door het verwijderde keerspoor. In de praktijk is het resterende keerspoor niet meer beschikbaar voor gebruik door de overground, behalve wanneer Bakerloo-metro's niet rijden, aangezien het sinds 2018 vereiste serviceniveau betekent het opstelspoor niet voldoende is om alle metro's te keren. Sommige metro's moeten keren op spoor 1 en via de overloopwissels aan de stadszijde weer linksrijdend naar de stad terugkeren.
Het station heeft aan het begin van de 21e eeuw verschillende verbeteringen ondergaan:
- Verwijdering van de scheidingswand om de volledige breedte van de loopbrug, die beide ingangen en alle perrons met elkaar verbindt, te kunnen gebruiken.
- Nieuwe liften voor het gebruik door gehandicapten
- Nieuw geschilderde en helder verlichte wachtkamers.

De TfL Getting Around - kaart geeft aan dat dit station rolstoetoegankelijk spoor 1 is via het oorspronkelijke stationsgebouw gelijkvloers bereikbaar en vereist geen gebruik van een lift. Voor spoor 6 is er een rolstoelhelling over de spoorbak van het voormalige spoor 7, zodat rolstoelgebruikers vanaf de beganegrond van het stationsgebouw uit 1912 rechtstreeks het perron op kunnen. Voor de overige perrons geldt dat ze bereikbaar zijn via de liften die elk perron met de loopbrug verbinden. Bij beide ingangen zijn naast de reeds bestaande loketten ook OV-poortjes geplaatst.

## Reizigersdienst
Er stoppen treinen van London Overground, London Midland, Southern en de Bakerloo Line van de metro van Londen. In 1917 begon de dienstregeling op de Bakerloo Line. Sneltreinen passeren het station doorgaans via de sporen 3 en 4, meestal zonder te stoppen. De betreffende perrons zijn voorzien van hekken die indien nodig worden geopend door het personeel. De stoptreinen Southern en London Northwestern Railway gebruiken over het algemeen sporen 5 en 6, maar ze kunnen indien nodig elk paar sporen gebruiken, aangezien de alle perrons langs de vier treinsporen allemaal werden verlengd om treinen met 12 rijtuigen te kunnen afhandelen. Het perron langs spoor 2 voor de overground richting Euston heeft een afwijkende lengte van 182 meter in plaats van de gebruikelijke lengte van de Watford-DC lijn van ongeveer 125 m, lang genoeg voor een trein met 8 rijtuigen. In uitzonderlijke gevallen, waarbij de sporen van de West Coast Mainline volledig werden gesloten, zijn de hoofdlijntreinen omgeleid over de DC-lijn tussen Watford Junction en Euston, maar zonder te stoppen bij tussenstations.

### West Coast Mainline
Met ingang van december 2015 de normale dienst van maandag-zaterdag omvat:
- 2 ritten per uur naar London Euston (London North Western Railway).
- 1 rit per uur naar Clapham Junction (Southern).
- 2 ritten per uur naar Tring (London North Western Railway).
- 1 rit per uur naar Watford Junction (Southern).

### Watford DC Line
Diensten worden geëxploiteerd door National Rail diensten van London Overground en door niet-National Rail diensten geleverd door London Underground op de Bakerloo Line. De normale dienst van maandag tot en met zaterdag in november omvat:
- 4 ritten per uur naar London Euston (Overground)
- 6 ritten per uur naar Elephant & Castle (Underground)
- 4 ritten per uur naar Watford Junction (Overground)

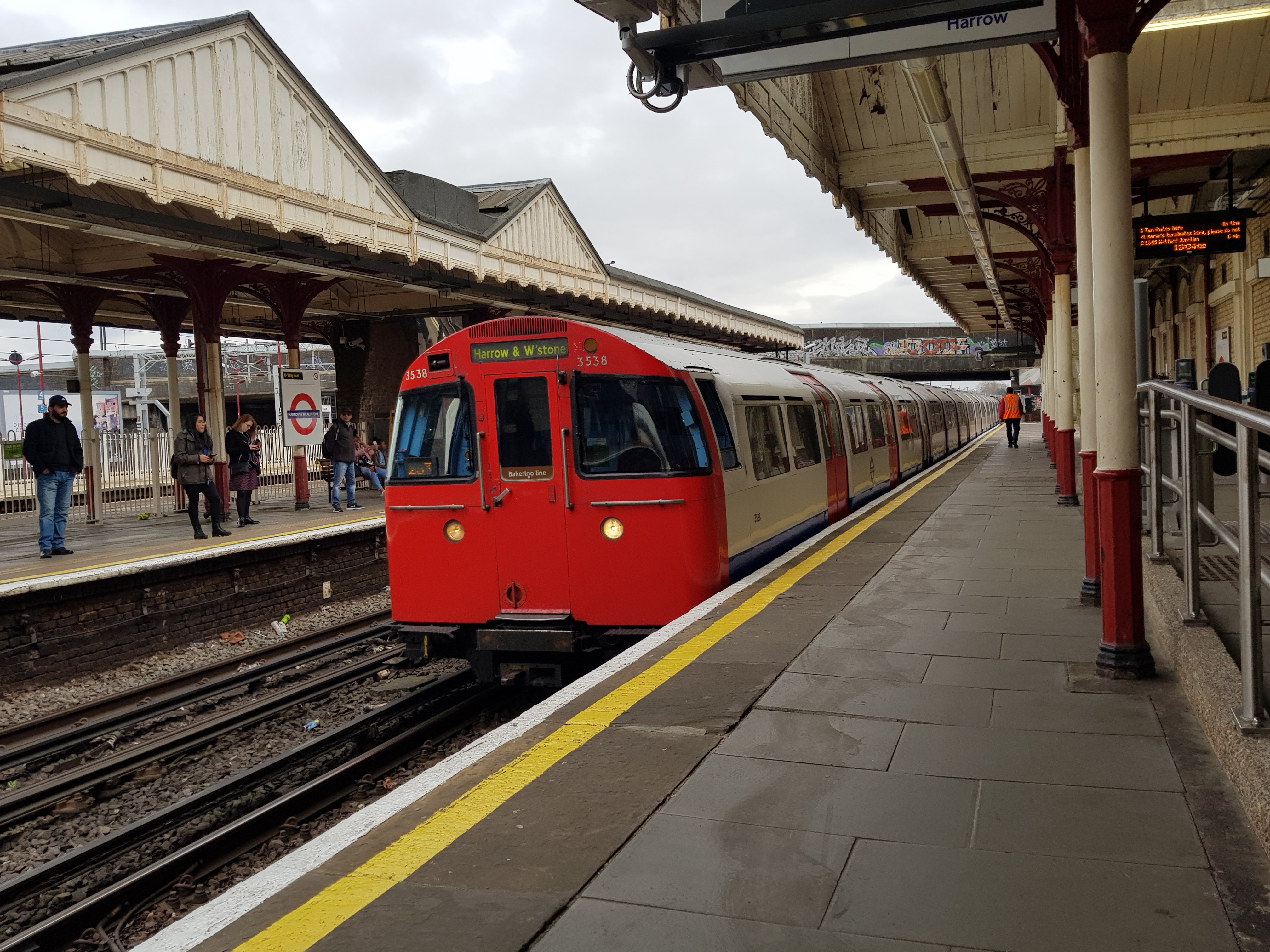
De metro uit de stad rijdt Harrow & Wealdstone binnen.
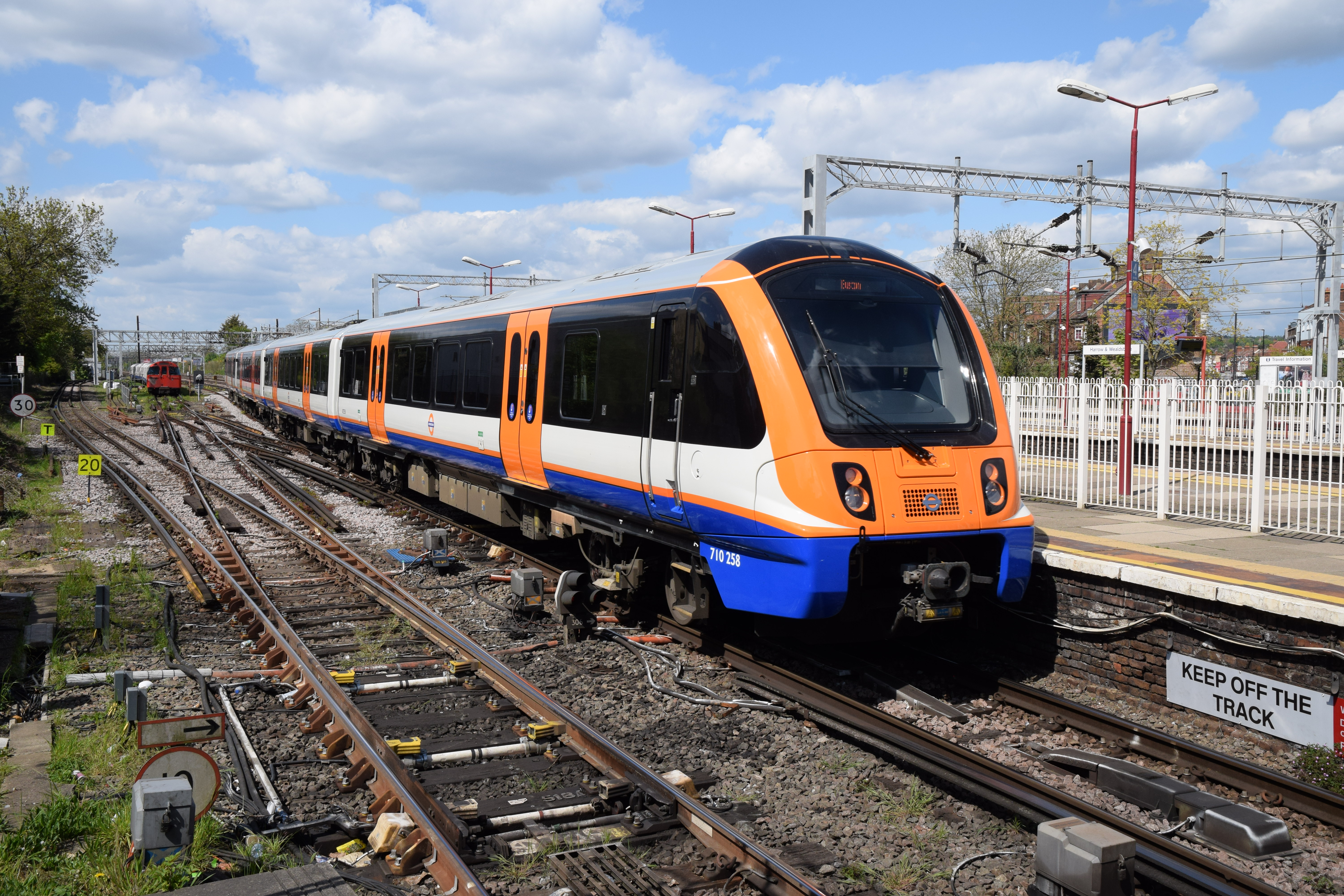
De overground uit Watford passeert op 26 april 2022 een metro op het keerspoor ten noorden van het station.
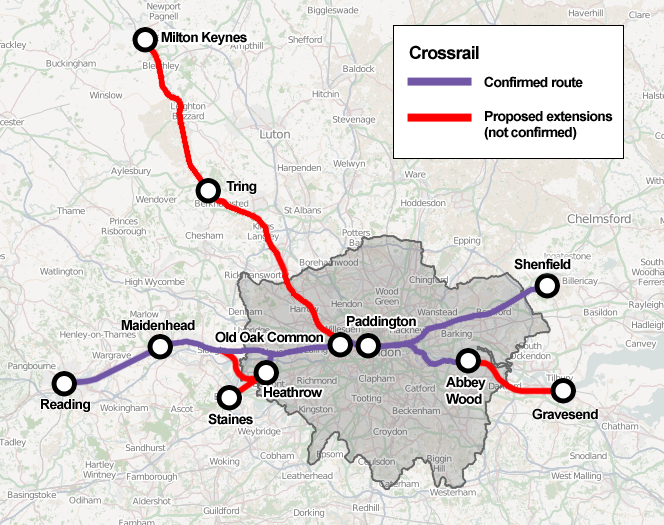
De Elizabeth Line (paars) met voorgestelde verlengingen (rood)

## Crossrail
In juli 2011 bracht de afdeling London & South East van Network Rail de Route Utilization Strategy (RUS) uit. Hierin werd geadviseerd om de diensten op de West Coast Main Line (WCML) tussen Milton Keynes Central en Londen om te leiden via Old Oak Common en daardoor capaciteit vrij te maken in Euston ten behoeve van de HS2, de hogesnelheidslijn tussen Londen en het noorden van Engeland. Dit zou zorgen voor een directe verbinding van de WCML naar Shenfield, Canary Wharf en Abbey Wood, de capaciteit van de London Underground in Euston vrijmaken, de capaciteit van de Elizabeth line ten westen van Paddington beter benutten en de toegang tot Heathrow Airport vanuit het noorden verbeteren. Volgens dit concept zouden alle treinen van de Elizabeth line (paars op de kaart) ten westen van Paddington doorrijden in plaats van deels daar te keren. Ze zouden Heathrow Airport (10 ritten per uur), Maidenhead en Reading (6 ritten per uur) en Milton Keynes Central (8 ritten per uur) bedienen.
In augustus 2014 meldde de minister van verkeer, Patrick McLoughlin, dat de regering actief bezig was de uitbreiding van Crossrail tot aan Tring (rood op de kaart) te onderzoeken, met mogelijke Crossrail-stops bij Harrow & Wealdstone, Watford Junction, Hemel Hempstead, Berkhamsted en Tring. De uitbreiding zou de Londense metro en het station London Euston enigszins ontlasten en tegelijkertijd de aansluitingen verbeteren. Voorwaarden voor de uitbreiding zijn dat eventuele extra diensten het geplande dienstenpatroon op bestaande routes en de betaalbaarheid niet zouden beïnvloeden.
Harrow & Wealdstone ·
Kenton ·
South Kenton ·
North Wembley ·
Wembley Central ·
Stonebridge park ·
Harlesden ·
Willesden Junction ·
Kensal Green ·
Queen's Park ·
Kilburn Park ·
Maida Vale ·
Warwick Avenue ·
Paddington ·
Edgware Road ·
Marylebone ·
Baker Street ·
Regent's Park ·
Oxford Circus ·
Piccadilly Circus ·
Charing Cross ·
Embankment ·
Waterloo ·
Lambeth North ·
Elephant & Castle